# Stazione di Oddastru
La stazione di Oddastru è una fermata ferroviaria situata nel comune di Arzachena lungo la ferrovia Sassari-Tempio-Palau, utilizzata esclusivamente per i servizi turistici legati al Trenino Verde.

## Storia

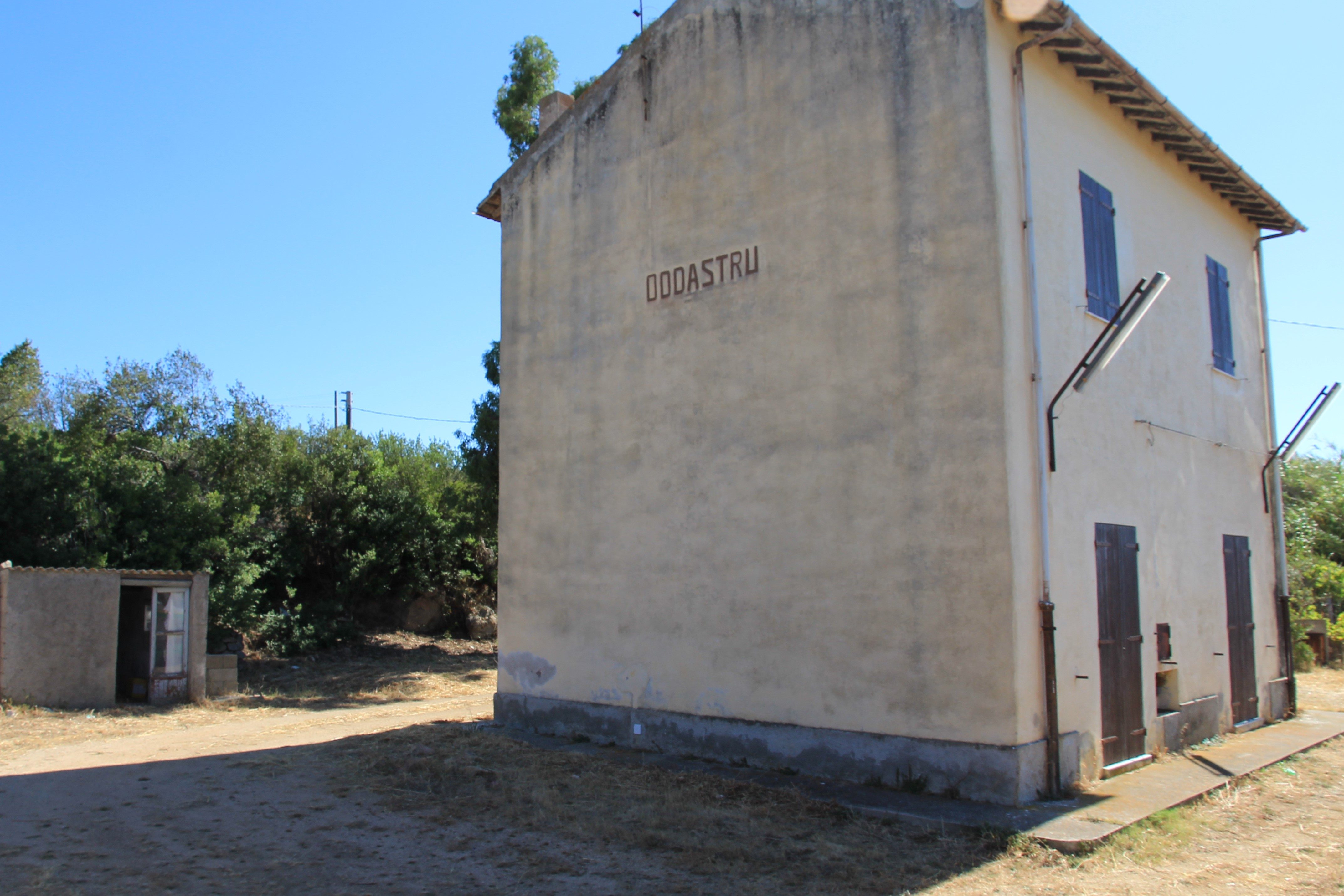
Il nome Oddastru è mutuato da quello di un rio che scorre nei pressi della fermata

Le origini di questa fermata, che trae il nome da un vicino corso d'acqua, coincidono con quelle della ferrovia tra Sassari e Palau, costruita tra gli anni venti e trenta del Novecento dalle Ferrovie Settentrionali Sarde. L'apertura dell'impianto coincise con quella dell'ultima parte di ferrovia, tra Luras e Palau, il 18 gennaio 1932, e già nei primi anni di esercizio lo scalo risultava adoperato come fermata a richiesta. L'impianto passò poi alle Strade Ferrate Sarde nel 1933, e da questa società alle Ferrovie della Sardegna nel 1989.
La fermata di Oddastru venne utilizzata per i servizi di trasporto pubblico sino al 16 giugno 1997, data in cui il tronco tra Nulvi e Palau della linea, in cui l'impianto è compreso, venne chiuso al traffico ordinario restando in uso esclusivamente per i servizi turistici del Trenino Verde. Dal 2010 è gestita dall'ARST.

## Strutture e impianti

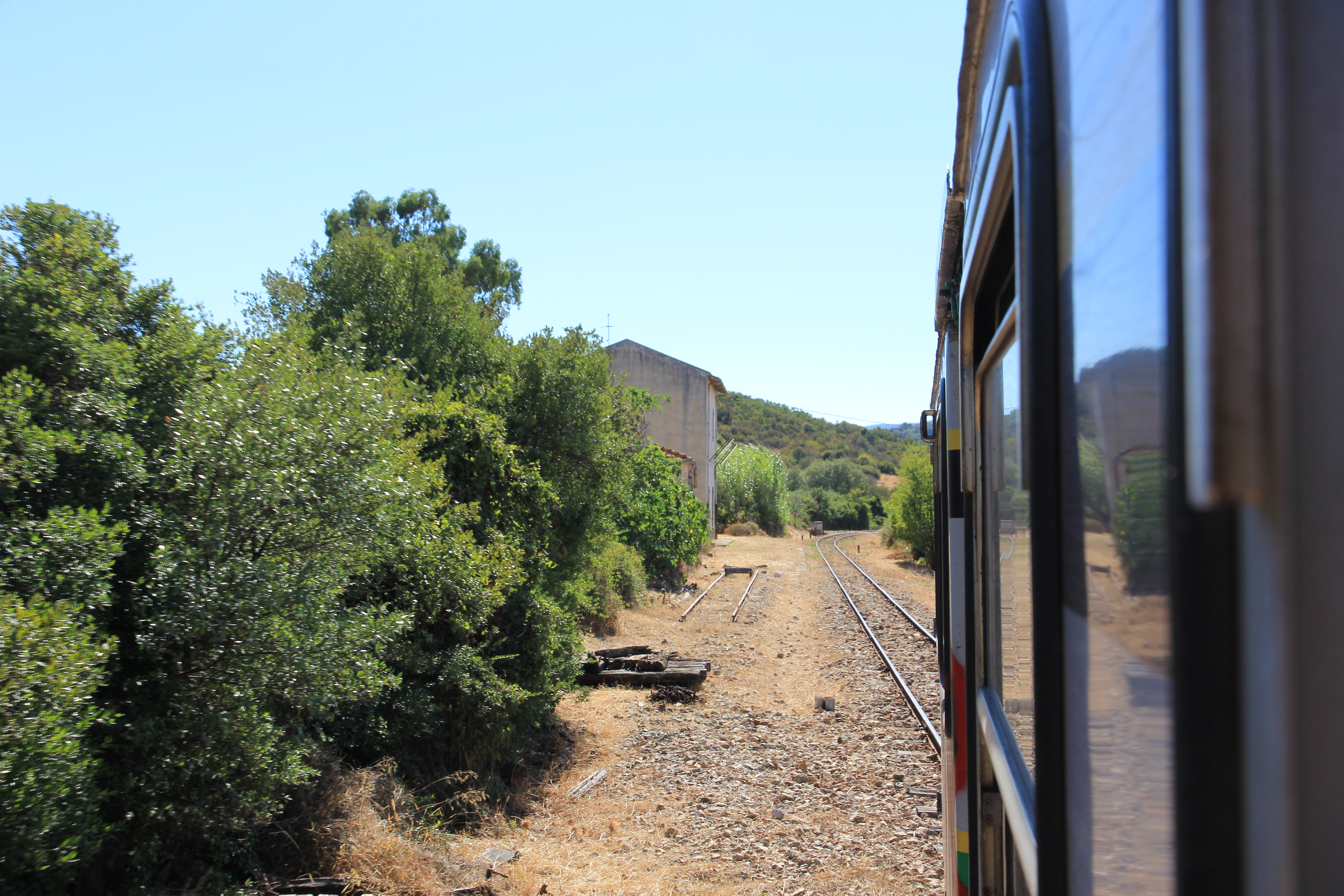
Vista dello scalo, con sulla sinistra il moncone superstite del tronchino merci

Lo scalo si trova nella parte sud-occidentale del territorio comunale di Arzachena e presenta configurazione di fermata passante. La dotazione binari comprende quindi il singolo elemento di corsa a scartamento da 950 mm, affiancato da una banchina. In passato da questo binario si diramava un tronchino che aveva termine parallelamente a un piano caricatore, ancora presente nello scalo ed utilizzato in passato per il servizio merci. Del tronchino, in buona parte rimosso, permane solo il tratto terminale.
La fermata, impresenziata, è dotata di un fabbricato viaggiatori (chiuso al pubblico) avente sviluppo su due piani con pianta quadrata e tetto a falde, con due ingressi sul lato binari. A est dello stesso si trovano le strutture dell'ex area merci ed i resti del locale dei servizi igienici.

## Movimento
Servita in passato dai treni per il servizio di trasporto pubblico delle varie concessionarie ferroviarie che hanno gestito la linea, la fermata dal giugno 1997 è utilizzata esclusivamente per le relazioni turistiche del Trenino Verde, effettuate a partire dal 2010 a cura dell'ARST.

## Servizi

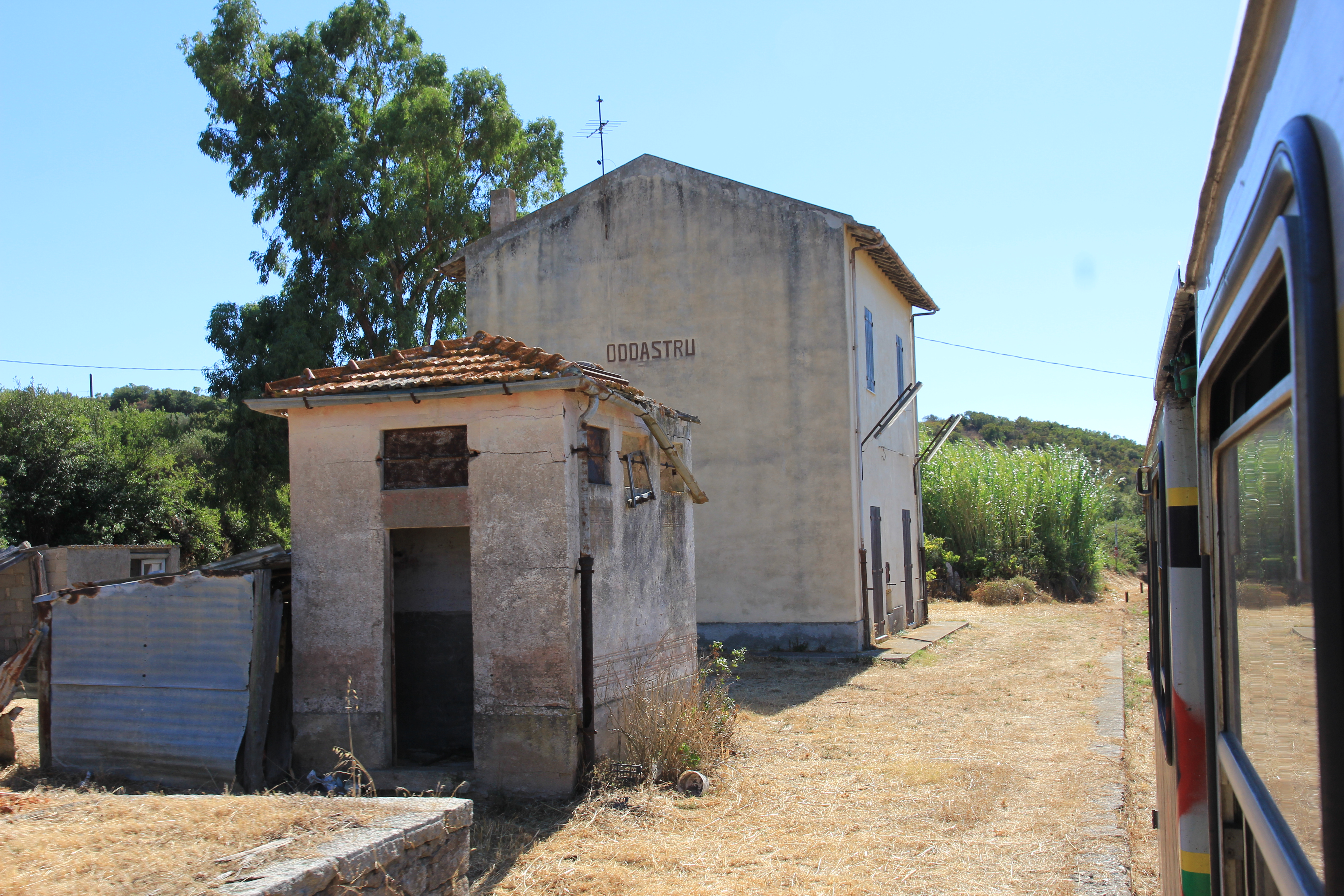
I resti del locale delle ritirate con sullo sfondo il fabbricato viaggiatori

La fermata era dotata di servizi igienici, divenuti inagibili con l'impresenziamento dell'impianto.

## Interscambi
Sulla vicina strada provinciale 14, all'altezza del bivio che conduce all'impianto, è presente una fermata delle autolinee interurbane dell'ARST che collegano l'area con Tempio Pausania, Arzachena e con altre località del circondario.
- Fermata autobus